# NGC 47
NGC 47 (również NGC 58 lub PGC 967) – galaktyka spiralna z poprzeczką (SBbc), znajdująca się w gwiazdozbiorze Wieloryba.
Odkrył ją Wilhelm Tempel w 1886 roku. Niezależnie odkrył ją Lewis A. Swift 21 października 1886 roku, a jego obserwacja została skatalogowana przez Johna Dreyera jako NGC 58, gdyż ze względu na różnicę w obliczonej pozycji względem obserwacji Templa, Dreyer uznał, że to dwa różne obiekty.